# Smoo Cave
Smoo Cave ist eine Meeres- und Süßwasserhöhle östlich von Durness in der Grafschaft Sutherland an der Nordküste der schottischen Highlands. 
Ihr innerer Teil ist eine Karsthöhle aus dem Kalkstein der Durness Gruppe. Das altnordische  Wort „Sumvya“, von dem sich Smoo ableitet, bedeutet „Bachtal“ oder „Spalte“.

## Beschreibung
Die Kalksteinhöhle ist über 60 m lang, 40 m breit und der Bogen über dem Eingang über 15 m hoch. Damit ist sie die Meereshöhle mit dem größten Zugang auf den Britischen Inseln. Die aus zwei T-förmig angeordneten Kammern gebildete, leicht zugängliche Höhle erreicht man über einen steilen Pfad, der zu einer Bucht hinunter führt. Die Höhle kann auch per Boot besucht werden. Ihr Inneres wird mit Flutlicht beleuchtet. 
Die Meeresbrandung und ein kleiner Bach, der sich aus dem inneren Teil der Höhle ergießt, haben im Laufe der Jahrtausende den engen, etwa 800 m langen Fjord Geodha Smoo gebildet. Der Allt Smoo genannte Bach fließt durch ein Loch in der Decke in die fast 25 m lange, Falis Smoo oder Schornstein Smoo genannte zweite Kammer. In Kaskaden fällt er in ein Becken mit einer Tiefe von rund acht Metern. Nach starken Niederschlägen wird der Allt Smoo zum reißenden Bach. Das Blasloch und der Wasserfall können auch von einem Aussichtspunkt oberhalb der Höhle beobachtet werden. 
Ausgrabungen zeigen, dass die Höhle bereits vor mehr als 6000 Jahren von Jägern benutzt wurde. Mauern und Køkkenmøddinger wurden freigelegt.
Smoo Cave ist ein Scheduled Monument.

## Legenden
Es gibt einige Geschichten über die Smoo Cave, die auch ein Schmugglerversteck gewesen sein soll. Eine lokale Legende aus dem 16. Jahrhundert erzählt, dass der Landstreicher McMurdo seine Opfer ermordete, indem er sie in das Blasloch der Höhle stieß. McMurdos Grab liegt auf dem Friedhof der Balnakeil-Kirche, mit Blick auf die nahe Balnakeil Bay.